# Avenida Brígido Terán
La Avenida Brígido Terán es una avenida de San Miguel de Tucumán, Tucumán, Argentina. Se extiende desde avenida Benjamín Aráoz y Soldati hasta diagonal Anselmo Rojo, y desde calle Edison hasta Hernando de Magallanes. Lleva el nombre de Brígido Terán, quien fuera senador nacional desde 1901 hasta 1917, diputado nacional, industrial y dueño del ingenio Los Ralos.

## Historia
La Avenida Brígido Terán fue trazada junto a la creación del Parque 9 de julio como límite oeste del mismo. Durante el siglo XX se asentaron diversas instituciones sobre la avenida, como el viejo aeropuerto de Tucumán en 1961, el primer estadio de Central Norte, la actual Terminal de Ómnibus y el primer shopping de la capital en 1995, el Club Los Tarcos, entre otros. Gracias a la instalación de la terminal de ómnibus y la cercanía con la Estación Tucumán Norte de barrio El Bajo, la avenida adquirió un perfil comercial. En 2008 la avenida fue repavimentada.En 2023 se propuso darle un sentido único sur-norte a la avenida, más el proyecto no se llevó a cabo.

## Sitios de Interés
A lo largo de esta avenida se desarrollan varios lugares de interés y emblemáticos:
- Terminal de Ómnibus de San Miguel de Tucumán
- Conservatorio Provincial de Música
- Centro 107 Emergencias
- Los Tarcos Rugby Club
- Dirección de Recursos Hídricos
- Dirección de Minería
- Escuela Benjamín Matienzo
- Mega centro de Compras Gómez Pardo
- Colegio San Cayetano
- Iglesia San Cayetano